# کاریزدر
کاریزدر، روستایی در دهستان ساریگل بخش بام شهرستان بام و صفی‌آباد در استان خراسان شمالی ایران است.

## تاریخچه
طبق داده‌های باستان‌شناسی قدیمی‌ترین سکونت در این قریه مربوط به دوره سامانیان بر می‌گردد و طبق اسناد تاریخی  در دوره تیموری هم از شکوفایی خاصی برخوردار بوده چنانکه حافظ ابرو   در سال  ۸۳۳ ه. ق از منطقه ارغیان  گذر کرده برای جهان ارغیان ۱۲ قریه ذکر کرده که قریه کاریزدر یکی از این قرای بشمار می‌آمده  که عبارتند از:
ولایت جهان و ارغیان
قریه روئین و توابع، قریه اردین، و توابع، قریه  دستجرد و توابع،  قریه کاریزدر،  قریه بکر اباد، قریه نهامود، قریه جهان و توابع،   قریه بان وتوابع،  قریهاسفنج و توابع،  قریه خرق و توابع، قریه کرد،  قریه سی و توابع، بیرون از این قری مزارع بسیار دارد.

## قنات‌ها
اردج حیدریه قناتی است که در روستای کاریزدر از توابع بخش بام و صفی آباد، شهرستان اسفراین در استان خراسان شمالی قرار دارد. طول قنات اردج حیدریه ۱۰۰۰ متر است و تعداد ۲۰ میله چاه دارد. عمق مادرچاه این قنات، ۱۰ متر و فاصلهٔ مظهر تا محل آن ۱۰ متر می‌باشد. دبی این قنات ۱۰ لیتر بر ثانیه است.
تعداد مالکان این قنات ۱۰ نفر می‌باشند، و اراضی تحت کشت این قنات ۱۵ هکتار می‌باشد.

## جمعیت
بر پایه سرشماری عمومی نفوس و مسکن در سال ۱۳۹۵، جمعیت این روستا برابر با ۱۴۵ نفر (۵۴ خانوار) بوده‌است.